# Park Marszałka Edwarda Rydza-Śmigłego w Warszawie

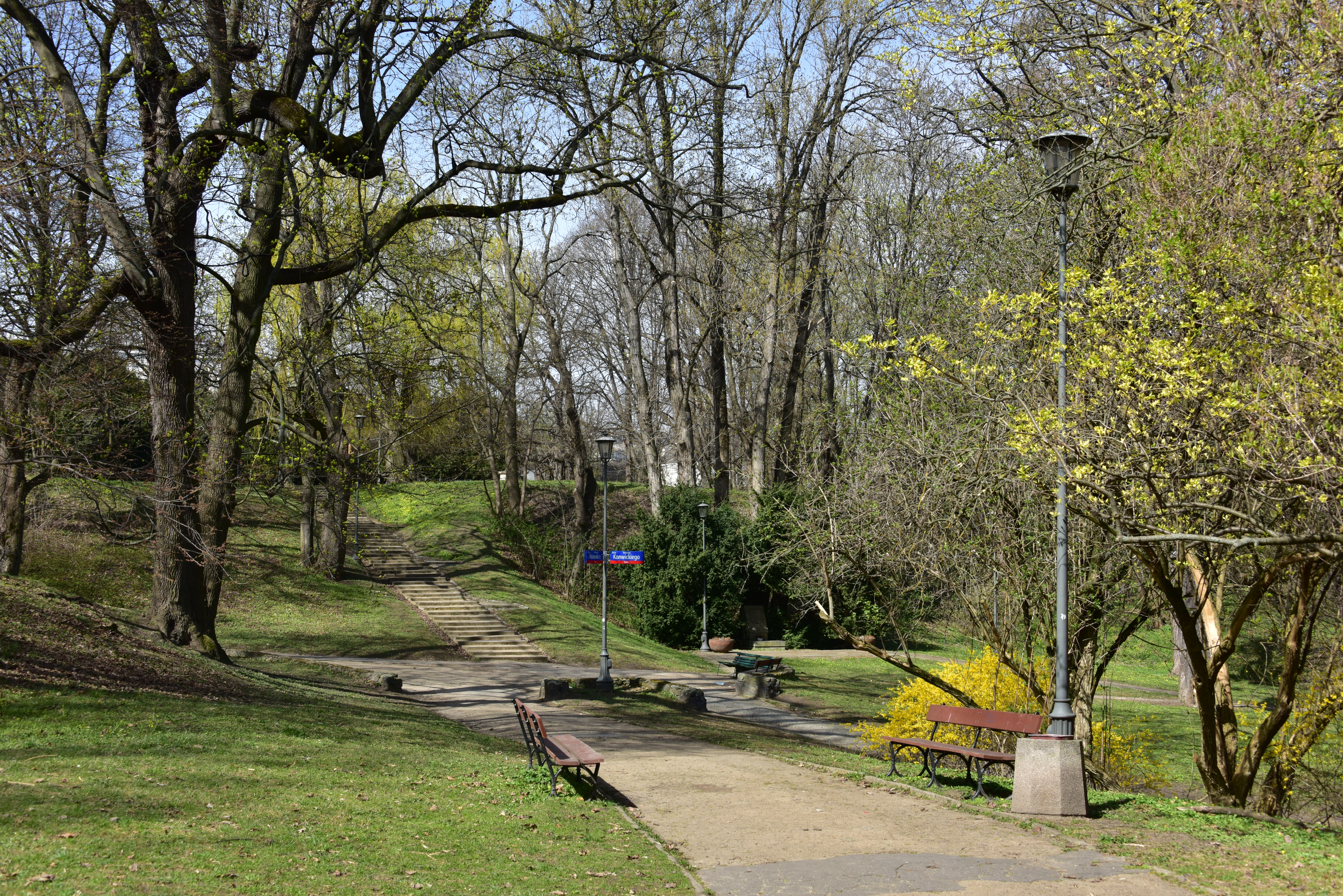
Park w rejonie skarpy warszawskiej

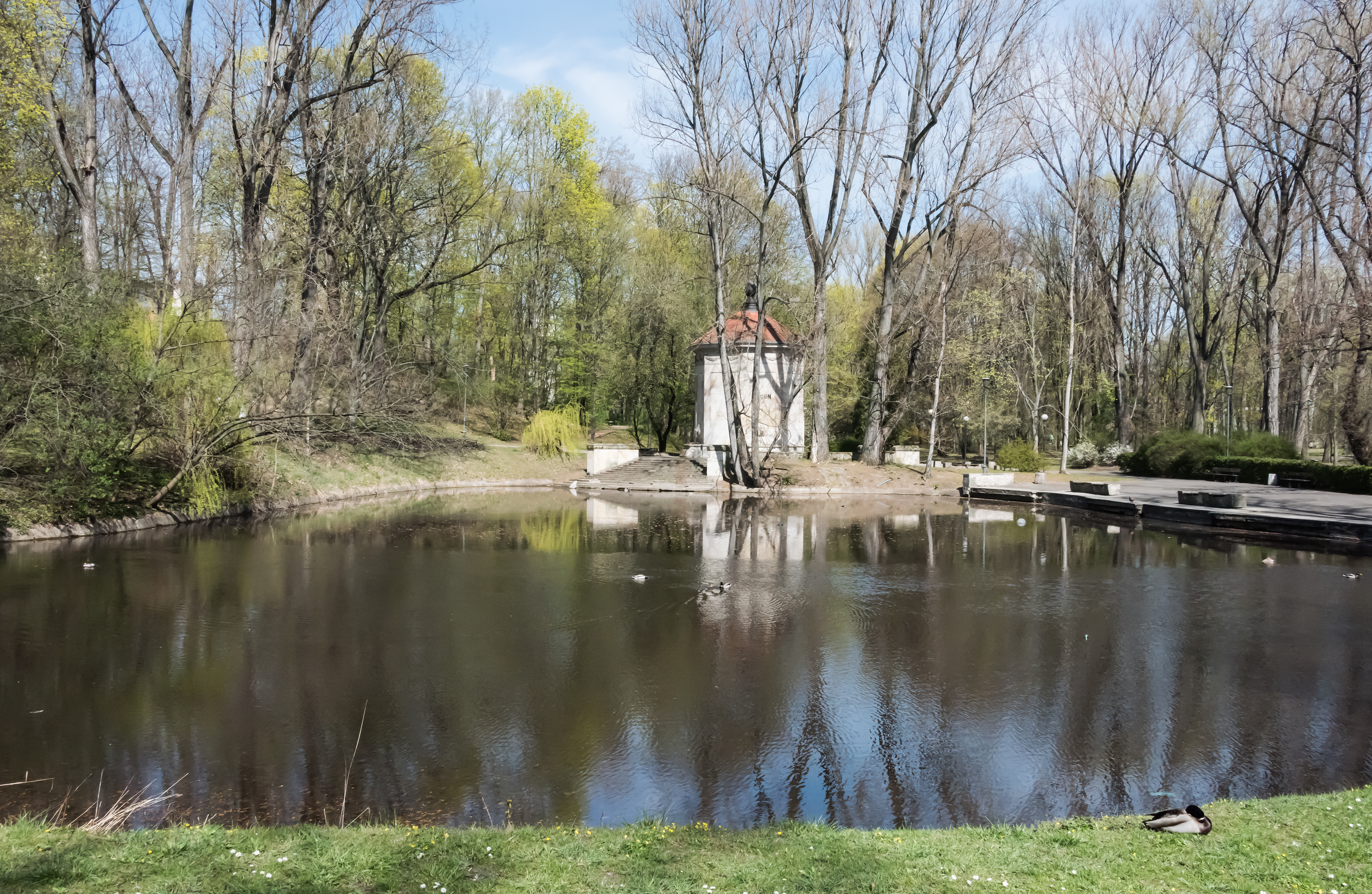
Park Na Książęcem

Park Marszałka Edwarda Rydza-Śmigłego (do 1992 Centralny Park Kultury, także Centralny Park Kultury i Wypoczynku „Powiśle”) – zespół kilku układów parkowych na warszawskim Solcu o powierzchni ok. 90 ha. Powstał na terenach dawnej zabudowy miejskiej Powiśla oraz dawnych ogrodów Frascati, częściowo na skarpie wiślanej.

## Opis
Kompleks parkowy leży w rejonie ulic: Książęcej, al. Na Skarpie, Górnośląskiej, Rozbrat, Szarej, Koźmińskiej, Czerniakowskiej, al. 3 maja, Solec, Wilanowskiej i Ludnej. W skład parku wchodzi leżący po północnej stronie ul. Książęcej dawny park Na Książęcem.
Prace porządkujące teren pod przyszły park rozpoczęto w 1948 roku. Decyzję o urządzeniu parku ogłoszono w marcu 1950 roku, a prace związane z jego urządzaniem rozpoczęto w lipcu 1951 roku.
Park był elementem powojennej przebudowy miasta. Powstał na terenie zniszczonej zabudowy miejskiej Powiśla według projektu zespołu architektów w składzie Alina Scholtz, Zygmunt Stępiński i Longin Majdecki. Jego celem było stworzenie wielkiego terenu rekreacyjnego dla mieszkańców śródmieścia i dzielnic sąsiadujących. Wiele prac przy urządzaniu parku zrealizowano w czynie społecznym. W parku działało kino letnie „Jutrzenka“, powstały także dwa kręgi taneczne.
Głównym elementem parku był dwupoziomowy taras na stoku skarpy, w miejscu, w którym wcześniej znajdował się pałac Branickich. Od 1951 w parku znajdował się staromiejski pomnik Syreny, po konserwacji ustawiony w 1972 przy Wieży Marszałkowskiej. W pobliżu Wisłostrady zachował się postument, na którym stał pomnik.
Główna część parku otwarta została 22 lipca 1955.
W latach 60. XX wieku teren parku zmniejszono wyłączając z niego tereny pod budowę osiedla Ludna oraz bloków mieszkalnych w rejonie al. 3 Maja.
Powierzchnia parku to ok. 90 ha. Obecna nazwa, nadana w 1992, upamiętnia Edwarda Śmigłego-Rydza. Alejom parkowym nadano nazwy związane z powstaniem warszawskim. Upamiętniają one: ks. Józefa Stanka (aleja główna), Andrzeja Romockiego „Morro“ i zgrupowanie „Kryska“.
Park przecinają szlaki rowerowe Nadwiślańska ścieżka rowerowa i Podskarpowa ścieżka rowerowa.

## Ważniejsze obiekty
- Pomnik Chwała Saperom
- Willa Pniewskiego
- Ławeczka Jana Nowaka Jeziorańskiego
- Pomnik Haliny Mikołajskiej
- Pomnik Powstańców Czerniakowa i Żołnierzy 1 Armii Wojska Polskiego
- Pomnik Zbigniewa Ścibora–Rylskiego
- Pawilon rekreacyjny dawnego internatu Wyższej Szkoły Nauk Społecznych
- Tablica Tchorka upamiętniająca ofiary pacyfikacji przez Niemców szpitala powstańczego przy ul. Solec 41[16]
- Miejsce pamięci poświęcone ks. Józefowi Stankowi i wszystkim walczącym na tym terenie w oddziałach Armii Krajowej i Wojska Polskiego (przy skrzyżowaniu ulic Solec i Wilanowskiej)[17]
- Kamień z tablicą upamiętniającą 535 pluton Słowaków (przy ul. Czerniakowskiej)[18]
- Kamień z tablicą upamiętniającą Jerzego Gawina „Słonia” (przy ul. Czerniakowskiej)[19]

## Obiekty nieistniejące
- Teatr Rozrywki